# Raúl Araiza
Raúl Araiza Cadena (Minatitlán, Veracruz, 1 de septiembre de 1935-Veracruz, 8 de enero de 2013) fue un actor, director y productor mexicano de cine y televisión. Murió el 8 de enero de 2013 a causa de un cáncer de páncreas. Fue padre de los actores Raúl Araiza Herrera y Armando Araiza.

## Filmografía

### Televisión (como actor)
- Locura de amor (2000)
- Las grandes aguas (1989)
- Senda de gloria (1987)
- El milagro de vivir (1975-1976)

### Director de escena (televisión)
- El Pantera (2008)
- Barrera de amor (2005-2006)
- Así son ellas (2002-2003)
- Tres mujeres (1999-2000)
- Senda de gloria (1987)
- La traición (1984-1985)
- El maleficio (1983-1984)
- Primera parte de Bianca Vidal (1982/83)
- Segunda parte de Vanessa (1982)
- El derecho de nacer (1981-1982)
- Cancionera (1980)
- Muñeca rota (1978)
- Nefertiti y Aquenatos (1973)
- Mi amor por ti (1969-1970)

### Productor ejecutivo (televisión)
- Tijuana (2000)
- Así son ellas (2002-2003)

## Premios

### Premios TVyNovelas
| Año  | Categoría                 | Telenovela      | Resultado |
| ---- | ------------------------- | --------------- | --------- |
| 1988 | Mejor dirección de escena | Senda de gloria | Ganadora  |
| 1985 | Mejor dirección de escena | La traición     | Ganadora  |

### Premios ACE
| Año  | Categoría      | Telenovela   | Resultado |
| ---- | -------------- | ------------ | --------- |
| 1985 | Mejor director | El maleficio | Ganador   |

## Enlaces
- Archivado el 17 de octubre de 2013 en Wayback Machine. Ficha técnica primera temporada

- Datos: Q16326092